# Igor Francetić
Igor Francetić (ur. 21 kwietnia 1977 w Zagrzebiu) - były chorwacki wioślarz, zdobywca brązowego medalu Igrzysk Olimpijskich w Sydney.